# Carl Wolbrandt

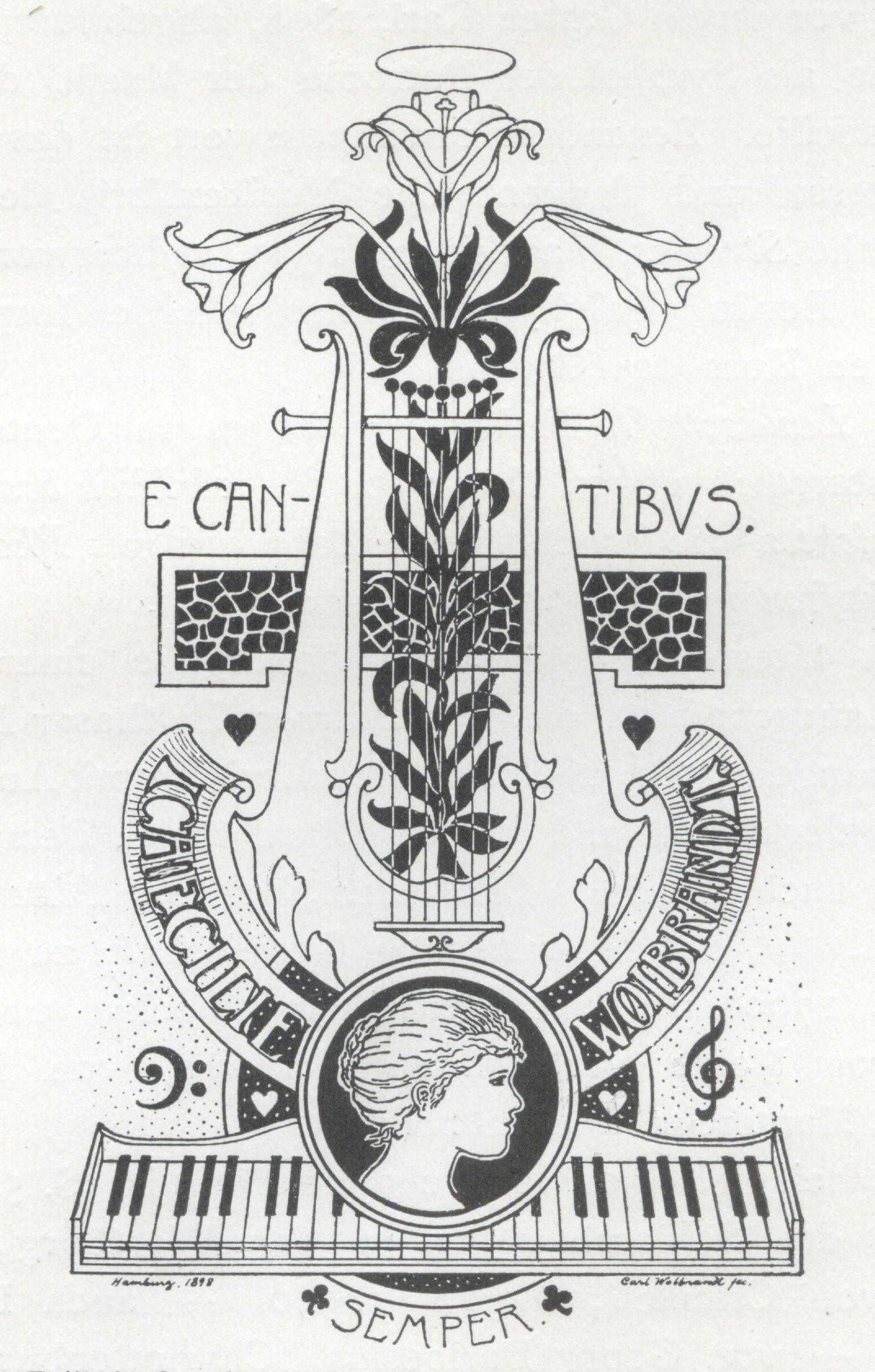
Exlibris von Carl Wolbrandt für seine Frau Caecilie

Carl Wolbrandt (* 6. Juni 1860 in Hamburg; † 21. Januar 1924 in Krefeld) war ein deutscher Architekt, Exlibris-Künstler, Kunsterzieher und Schulleiter. 

## Leben
Wolbrandt studierte Architektur an der Polytechnischen Schule Stuttgart bei Christian Friedrich von Leins. Nach einer Zeit im Atelier von Franz von Neumann in Wien ließ sich Wolbrandt um 1885 in Hamburg als Architekt nieder. Dort wurde er später Lehrer für Entwurf und Zeichnen an der Staatlichen Kunstgewerbeschule. 1893 gehörte Wolbrandt zu einer Delegation um Hans Christiansen, die mit einem Stipendium der Hamburger Gewerbekammer die World’s Columbian Exposition in Chicago bereiste. In Hamburg hatte Wolbrandt Kontakt mit der von Alfred Lichtwark initiierten Kunsterziehungsbewegung. Auch kannte er Friedrich Deneken, den Assistenten von Justus Brinckmann am Museum für Kunst und Gewerbe Hamburg, der 1897 nach Krefeld geholt wurde, um dort die Leitung des Kaiser-Wilhelm-Museums zu übernehmen. 1899 berief die Stadt Krefeld Wolbrandt zum Direktor ihrer im gleichen Jahr gegründeten Paritätischen Gewerblichen Schule. Als 1904 aus dieser Schule die Handwerker- und Kunstgewerbeschule Krefeld entstand, wurde Wolbrandt ihr Gründungsdirektor. Unter dem Titel Die Strömung veröffentlichte er 1905 ein praktisches Arbeitsbuch, das junge Zeichenschüler im Sinne des Biomorphismus der Jugendstil-Kunst dazu anleitet, sich Formen und Farben aus der Welt der Pflanzen, Steine und Vögel zu eigenen ornamentalen Kreationen als Vorbild zu nehmen.
Wolbrandt war mit der Musikerin Caecilie Wolbrandt, geborene Linz, verheiratet und hatte mit ihr drei Kinder, eine Tochter und zwei Söhne, darunter den späteren Maler und Grafiker Peter Wolbrandt (* 25. Dezember 1886 in Hamburg; † nach 1961). Er starb im Alter von 63 Jahren in Krefeld.
Carl Wolbrandt war Mitglied im Deutschen Werkbund und Ehrenmitglied des Kunstgewerbe-Vereins zu Hamburg.

## Schriften

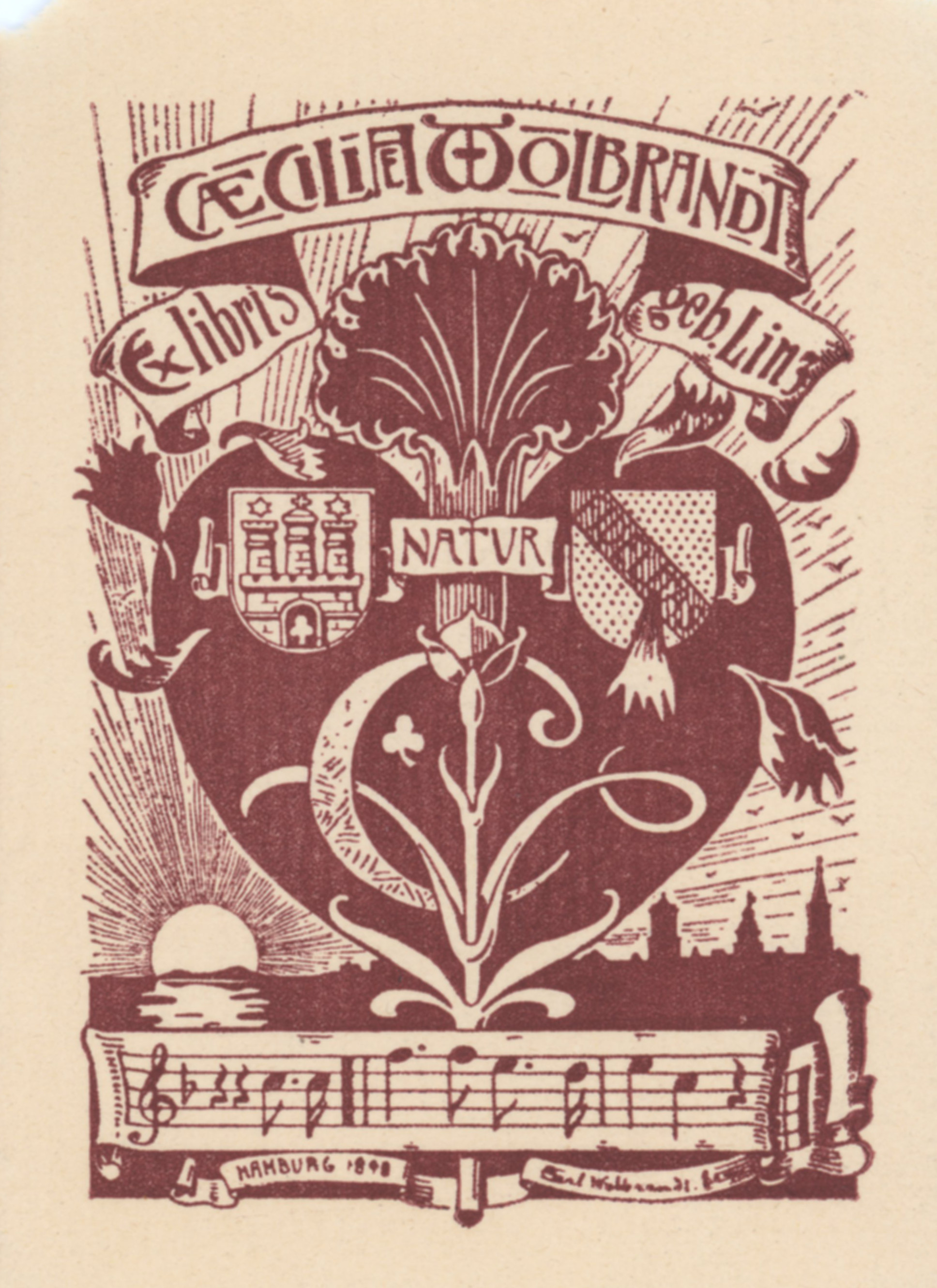
Exlibris von Carl Wolbrandt für seine Frau Caecilie

- Exlibris von Carl Wolbrandt für seine Frau CaecilieIllustrirter Führer durch die Waldschänke zum Treibhaus. Allgemeine Gartenbau-Ausstellung. M. Baumann, Hamburg 1897.[4]
- mit Peter Wolbrandt: Die Strömung. Ornamentale Studien. B. G. Teubner, Leipzig 1905.[5][6]